# Solaris Bus & Coach
Solaris Bus & Coach – polski producent autobusów miejskich, międzymiastowych i trolejbusów z główną siedzibą w Bolechowie-Osiedlu pod Poznaniem. Dawniej w ofercie znajdowały się również autokary turystyczne oraz tramwaje. Jest największym producentem autobusów miejskich na rynku polskim i jednym z czołowych na rynku europejskim.
Przedsiębiorstwo wywodzi się z powstałego w 1994 r. przedsiębiorstwa Neoplan Polska. W 1996 r. otwarto zakład produkcyjny w podpoznańskim Bolechowie-Osiedlu, a datę tę przyjmuje się za początek historii przedsiębiorstwa. W 1999 r. miała miejsce premiera pierwszego autobusu miejskiego pod marką Solaris – Solarisa Urbino 12. W 2001 r. zmieniono nazwę spółki na Solaris Bus & Coach Sp. z o.o., a w 2005 r. przekształcono ją w spółkę akcyjną, nienotowaną na giełdzie. Od 2018 r. właścicielem spółki jest hiszpańska grupa Construcciones y Auxiliar de Ferrocarriles. Od 2020 r. przedsiębiorstwo jest ponownie spółką z ograniczoną odpowiedzialnością.
Solaris ma cztery zakłady produkcyjne: główną fabrykę i siedzibę w Bolechowie (montaż końcowy autobusów i trolejbusów), dwa zakłady w Środzie Wielkopolskiej (spawalnia szkieletów autobusów i trolejbusów oraz spawalnia tzw. pudeł tramwajowych) oraz dzierżawioną w Poznaniu przy ul. Wieruszowskiej halę montażu końcowego pojazdów szynowych.
Autobusy miejskie Solaris są oferowane w wielu konfiguracjach napędu, wielkości i typu nadwozia. W 2006 r. Solaris jako pierwszy na świecie producent wprowadził na rynek europejski seryjnie produkowany autobus z napędem hybrydowym Solaris Urbino 18 hybrid. W ofercie producenta dostępne są napędy na silnik wysokoprężny, gaz CNG lub z napędem w pełni elektrycznym. Solaris Urbino 12 electric IV generacji był pierwszym polskim i pierwszym elektrycznym autobusem, który zdobył międzynarodowy tytuł Autobus Roku 2017.

## Historia przedsiębiorstwa

### Neoplan Polska
Krzysztof Olszewski w 1994 r. założył przedsiębiorstwo Neoplan Polska Sp. z o.o. będące przedstawicielstwem na rynku polskim niemieckiej marki autobusów Neoplan. W 1995 r. przedsiębiorstwo wygrało przetarg na dostawę 72 niskopodłogowych autobusów miejskich dla Poznania. Warunkiem przetargu było umiejscowienie fabryki autobusów w okolicach Poznania. W wyniku tego w Bolechowie-Osiedlu została uruchomiona montownia autobusów. Pierwszy autobus wyprodukowany przez Neoplan Polska zjechał z taśmy produkcyjnej 22 marca 1996 r.. Po realizacji zamówienia dla Poznania, przedsiębiorstwo w ciągu trzech kolejnych lat zdobyło pozycję lidera polskiego rynku niskopodłogowych autobusów miejskich. W Bolechowie produkowano na zasadzie licencji autobusy z rodziny Neoplan Metroliner:
- Neoplan N4009,
- Neoplan N4016,
- Neoplan N4020,
- Neoplan N4021[4][5].

Autobusy te odznaczały się niezawodnością i jakością wykonania, a przede wszystkim nowoczesnym designem i, co wtedy było dużą nowością, dostępnością dla osób starszych i niepełnosprawnych poprzez niską podłogę. Elementem wyróżniającym autobusy Neoplan produkowane w Polsce od egzemplarzy produkcji zagranicznej był zielony jamnik naklejany na przedniej ścianie po lewej stronie. Miał on symbolizować niskopodłogowość autobusów i ich łatwość w eksploatacji. Kolor jamnika wywoływał z kolei skojarzenia z ekologią zarówno w procesie produkcji, jak i w samej idei transportu publicznego.
W drugiej połowie lat 90. przedsiębiorstwo Neoplan Polska znacznie rozwinęło własne biuro techniczne odpowiedzialne za prace badawczo–rozwojowe. Już wówczas wykorzystywało w nim oprogramowanie komputerowe, które pozwoliło na skrócenie czasu projektowania i budowy prototypu nowego modelu. Pod koniec lat 90. Neoplan wprowadził nową generację autobusów miejskich. Olszewski podjął jednak decyzję, że nie będzie wprowadzał jej do produkcji w zakładzie w Bolechowie, gdyż ze względu na wysoką cenę nie znalazłaby ona dużego zainteresowania w Polsce. W 1998 r. inżynierowie Neoplan Polska samodzielnie skonstruowali pierwszy autobus miejski produkowany tylko w zakładach w Bolechowie – Neoplan K4016td (wraz z krótszą wersją Neoplan K4010TD), na potrzeby marketingowe nazwaną Olibus. W 1999 r. miała miejsce premiera pierwszego autobusu miejskiego z rodziny Solaris Urbino (patrz: sekcja Autobusy miejskie i międzymiastowe). Początkowo Neoplan Polska był związany umową ze spółką Neoplan, w związku z czym przedsiębiorstwo Olszewskiego mogło sprzedawać autobusy jedynie w Polsce lub w krajach Europy środkowo-wschodniej. W 2001 r. Neoplan został wchłonięty przez niemieckie przedsiębiorstwo MAN. W związku z tym 1 września 2001 r. przedsiębiorstwo Neoplan Polska zmieniło nazwę na Solaris Bus & Coach Sp. z o.o.. Właścicielami stali się wyłącznie Krzysztof i Solange Olszewscy. Od tego czasu eksport zagraniczny autobusów Solaris nie był ograniczony żadnymi umowami z Neoplanem, a wszelkie powiązania z tym przedsiębiorstwem straciły ważność. 1 lipca 2005 r. spółka została przekształcona w spółkę akcyjną Solaris Bus & Coach SA.

### Autobusy miejskie i międzymiastowe
Pierwsze autobusy z rodziny Solaris Urbino zostały zaprojektowane przez grupę polskich inżynierów we współpracy z przedsiębiorstwem designerskim IFS Designatelier z Berlina pod przewodnictwem Krzysztofa Olszewskiego. W 1999 r., podczas Międzynarodowych Targów Poznańskich Motor Show, jako pierwszy zadebiutował niskopodłogowy autobus miejski klasy MAXI Solaris Urbino 12. Jeszcze w tym samym roku zaprezentowano dwa modele klasy MEGA – Solaris Urbino 15 oraz Solaris Urbino 18. W 2000 r. wprowadzono na rynek najmniejszy model rodziny – Solaris Urbino 9. Nowa seria autobusów miejskich wyróżniała się nowoczesnym designem, szkieletem wykonanym w całości ze stali nierdzewnej oraz innowacyjnymi rozwiązaniami technicznymi, m.in. asymetryczną linią przedniej szyby, która poprawia widoczność kierowcy. Stała się ona charakterystycznym wyróżnikiem produktów Solaris. Autobusy pierwszej generacji były produkowane głównie na rynek polski. W marcu 2000 r. przedsiębiorstwo sprzedało pierwszy pojazd przedsiębiorstwu zza granicy – Solaris Urbino 15 do przedsiębiorstwa DPO z czeskiej Ostrawy. Autobusy Solaris Urbino I generacji trafiły także m.in. na Słowację, na Łotwę i do Niemiec.
W 2002 r. zaprezentowano drugą generację Urbino. Wprowadzono niewielkie zmiany w stosunku do poprzedników, II generacja była wersją przejściową pomiędzy I a planowaną III odsłoną Urbino. Wprowadzono także nowy model Solaris Urbino 10, który zastąpił Urbino 9. W 2004 r. zaprezentowano także model Solaris Urbino 15 CNG – pierwszy autobus Solaris z napędem na sprężony gaz ziemny. Solaris Urbino 12 II generacji brał udział w konkursie o tytuł Autobus Roku 2005, gdzie zajął II miejsce i przegrał nieznacznie z MAN-em Lion’s City.
W 2002 r. zaprezentowano także pierwszy międzymiastowy model autobusu Solaris – Urbino 11.001, nazwanego w celach handlowych Solaris Valetta. Został on zaprojektowany z myślą o przewoźniku regionalnym z Valetty na Malcie. Był to pierwszy autobus marki Solaris przystosowany do ruchu lewostronnego. W późniejszych latach model ten nie spotkał się jednak z dużym zainteresowaniem ze strony klientów. W 2004 r. zaprezentowano także międzymiastowy niskowejściowy model Solaris Urbino 12 LE (ang. Low Entry).
We wrześniu 2004 r. zadebiutowała nowa, III generacja autobusów Solaris Urbino, która weszła do seryjnej produkcji wiosną 2005 r.. Wprowadzono wiele zmian stylistycznych oraz konstrukcyjnych. To właśnie ten model jest autorem globalnego sukcesu firmy na arenie międzynarodowej. W 2004 r. zaprezentowano także model Solaris Urbino 15 CNG – pierwszy autobus Solaris z napędem na sprężony gaz ziemny. Solaris Urbino wziął udział w konkursie o tytuł Autobus Roku 2005, gdzie zajął II miejsce, a tytuł nieznaczną przewagą uzyskał MAN Lion’s City. W 2006 r. Solaris jako pierwszy europejski producent zaprezentował seryjnie produkowany autobus z napędem hybrydowym – Solaris Urbino 18 hybrid. W kolejnych latach napęd ten został udoskonalony o rozwiązania kilku producentów układu hybrydowego. W 2011 r. wprowadzono także hybrydowy model 12-metrowy.
W 2006 r. przedsiębiorstwo wprowadziło do produkcji węższy o 15 cm model, o długości 8,6 m, w postaci modelu Solaris Alpino, z przeznaczeniem głównie na wąskie ulice centrów miast, a także na mniej uczęszczane linie komunikacyjne. W 2008 r. wprowadzono do produkcji dwa nowe modele niskowejściowe Solaris Alpino 8,9 LE oraz Solaris Urbino 15 LE. Wprowadzono także na rynek modele niskowejściowe napędzane gazem CNG lub biogazem, głównie z myślą o odbiorcach z krajów skandynawskich.
W połowie 2009 r. powstały pierwsze prototypy autobusu międzymiastowego Solaris InterUrbino 12, który zadebiutował we wrześniu 2009 podczas targów Transexpo. W 2012 r. przedstawiono drugą generację modelu Solaris InterUrbino 12 oraz zaprezentowano jego przedłużoną wersję Solaris InterUrbino 12,8.
We wrześniu 2011 r. zaprezentowano prototyp autobusu miejskiego klasy MIDI z napędem w pełni elektrycznym Solaris Urbino 8,9 LE electric. Pierwszym nabywcą elektrycznego autobusu Solaris stał się przewoźnik z austriackiego Klagenfurtu. Rok później producent zaprezentował podczas targów IAA w Hanowerze 12-metrową wersję autobusu elektrycznego Solaris Urbino 12 electric. Pierwszy tego typu model został sprzedany w 2013 r. do miejscowości Brunszwik w Niemczech. Trafiły tam także pierwsze przegubowe autobusy elektryczne Solaris Urbino 18 electric. W 2014 r. producent dostarczył innowacyjne autobusy miejskie Solaris Urbino 18,75 electric do Hamburga, które jako dodatkowe źródło zasilania wykorzystują wodorowe ogniwo paliwowe.
We wrześniu 2014 r. podczas targów IAA w Hanowerze (premiera światowa) oraz w październiku na Transexpo w Kielcach (premiera w Polsce) zaprezentowano nową generację autobusów Solaris Urbino – początkowo w wariantach z klasycznym napędem o długościach 12 i 18 metrów. W jej konstrukcji wprowadzono największą liczbę zmian w stosunku do poprzedników. Gruntownie zmieniono design oraz wprowadzono wiele innowacji technicznych. W kolejnych latach prezentowano kolejne modele w nowej generacji (Solaris przyjął używanie nazwy „nowe Urbino” w odróżnieniu od „starej” trzeciej generacji), jednak równocześnie nadal produkowano pojazdy należące do III generacji.
W 2016 r. Solaris poinformował, że Solaris Urbino 12 electric nowej generacji weźmie udział w konkursie „Bus Euro Test 2016” i zawalczy o tytuł Autobus Roku 2017. Zmierzył się z czterema konkurentami – w teście wzięły udział także Mercedes-Benz Citaro C2 NGT, Van Hool Exqui.City 18, Irizar ie oraz Ebusco 2.01. Ostatecznym zwycięzcą okazał się Solaris – jest to pierwszy polski autobus z tym tytułem, a także pierwszy w historii autobus elektryczny, który to wyróżnienie otrzymał.
Solaris jest producentem kompletnych autobusów, tzn. nie korzysta z podwozi innych producentów. Wykorzystuje jednak podzespoły produkowane przez poddostawców. Stosowane są silniki Diesla oraz CNG przedsiębiorstw Paccar/DAF, Cummins, a dawniej także Iveco i MAN, natomiast skrzynie biegów są dostarczane przez Voith lub ZF Friedrichshafen. W przypadku układów hybrydowych są to systemy BAE Systems, a dawniej także Eaton, Škoda, Vossloh Kiepe, Alisson Transmission oraz Voith. Napędy elektryczne do trolejbusów oraz autobusów elektrycznych dostarcza m.in. polskie przedsiębiorstwo Medcom oraz Škoda. Wykorzystywanych jest także wiele innych podzespołów zewnętrznych producentów, m.in. układ kierowniczy, osie, wyposażenie wnętrza.
29 listopada 2016 r. Solaris został liderem klastra technologicznego „Polski Autobus Elektryczny – łańcuch dostaw dla elektromobilności”. Celem klastra jest rozwój konstrukcji autobusów elektrycznych, baterii oraz sposobów ich ładowania. W skład klastra wchodzą: Akademia Górniczo-Hutnicza, Politechnika Poznańska, Politechnika Warszawska, EC Grupa, Ekoenergetyka Polska, Impact Clean Power Technology, Medcom, Instytut Napędów i Maszyn Elektrycznych KOMEL i SKB Drive. Na późniejszym etapie do klastra dołączyły Enea oraz El-Cab. Na koniec 2017 r. Solaris był największym europejskim producentem autobusów elektrycznych z udziałem w rynku wynoszącym 18%.
W 2018 r. Solaris zaprezentował pierwszy w pełni elektryczny pojazd specjalny do poboru krwi na bazie Urbino 8,9 LE. Solaris zapowiedział także wycofanie z produkcji modeli Alpino 8,6, Urbino 10 oraz Urbino 15. Zapowiedziano również premiery pojazdów Solaris Trollino 24 oraz autobusu miejskiego z napędem wodorowym. W październiku 2018 r. miała miejsce premiera autobusu Solaris Urbino 12 LE lite hybrid – niskowejściowego pojazdu hybrydowego o niższych kosztach eksploatacji. Zaprezentowano także facelifting autobusów z rodziny Solaris Urbino.
W 2019 r. podczas wystawy UITP w Sztokholmie miała miejsce premiera autobusu Solaris Urbino 12 hydrogen z napędem wodorowym. W tym samym roku pozyskano pierwsze zamówienie na autobusy tego typu dla włoskiego Bolzano. Na koniec 2019 r. Solaris Bus & Coach S.A. był liderem na rynku niskopodłogowych autobusów miejskich w Polsce (z udziałem 42%) oraz zajmował 4. miejsce w Europie (z udziałem 9%). Na rynku autobusów elektrycznych producent zajął w 2019 r. 1. miejsce w Europie.
W 2020 r. do oferty producenta dołączyły modele Solaris Urbino 15 LE – pierwszy model elektrobusu zaprojektowanego dla przewozów podmiejskich i międzymiastowych oraz Solaris Urbino 12 mild hybrid. W 2021 r. model Urbino 8,9 LE electric zastąpiono nowym Urbino 9 LE electric IV generacji. W tym samym roku zapowiedziano 24-metrowy model Solaris Urbino 24 electric MetroStyle w oparciu o nową platformę 24-metrowych pojazdów o napędzie elektrycznym, hybrydowym lub jako trolejbus. We wrześniu 2022 r. do oferty dołączył przegubowy model z napędem wodorowym – Solaris Urbino 18 hydrogen. Model ten otrzymał tytuł autobusu roku 2025 od międzynarodowego jury Bus of the Year.

### Autokary
Przedsiębiorstwo Neoplan Polska w pierwszych latach istnienia zajmowało się także montażem autokarów Neoplan Transliner oraz Neoplan Skyliner. Zaprezentowany po raz pierwszy w sierpniu 2001 r. autobus turystyczny własnej konstrukcji Solaris Vacanza 12 do produkcji seryjnej wszedł rok później. Projekt stylistyczny tych autokarów wykonało przedsiębiorstwo IFS Designatelier z Berlina. Ich cechą charakterystyczną jest linia nadwozia w kształcie klina. W układzie napędowym stosowane były silniki przedsiębiorstwa DAF. Od 2004 r. produkowane były modele drugiej generacji oraz wprowadzono do produkcji dłuższy model Solaris Vacanza 13. Rocznie powstawało około 10–12 sztuk modeli z tej rodziny, większość była sprzedawana na rynku polskim. W 2003 r. Solaris Vacanza uplasował się na 2. pozycji (ex aequo z Volvo 9700) w konkursie autobusów turystycznych o tytuł Autokar Roku 2004, zaraz za takimi pojazdami jak MAN Lion's Star i Scania Irizar PB, które ex aequo zajęły pierwszą pozycję. Ze względu na niewielką sprzedaż, Solaris nie zdecydował się na prace nad kolejną odsłoną autokarów, lecz wycofał je z oferty w 2011 roku.
W 2002 powstał pierwszy autobus specjalny do pobierania krwi na bazie autokaru Vacanza. Ambulanse do poboru krwi Solaris znalazły zastosowanie w Polsce, a także zostały sprzedane do Rygi.

### Trolejbusy
Trolejbusy Solaris Trollino produkowane są od 2001 r. na bazie niskopodłogowych autobusów serii Solaris Urbino. Pierwsze egzemplarze Trollino 12 powstawały we współpracy z PKT Gdynia. W 2002 r. do seryjnej produkcji weszły dłuższe trolejbusy w wersjach 15-metrowej i 18-metrowej. Solaris Trollino 15 był pierwszym na świecie trolejbusem o tej długości. Początkowo powstawały egzemplarze z napędem węgierskiego przedsiębiorstwa Ganz Transelektro i czeskiego Cegelec. Wiosną 2007 r. Solaris wraz z przedsiębiorstwem Medcom z Warszawy zdecydował się na budowę prototypu trolejbusu Solaris Trollino 12 wyposażonego w polski napęd asynchroniczny. Powstał on w sierpniu 2007 r. i trafił na testy do Lublina. Kolejne dwa egzemplarze wykonano dla MPK Lublin. Uprawnienia do montażu i homologacji dla modeli Trollino ma również przedsiębiorstwo TLT z Tychów. W 2019 r. podczas targów Busworld Solaris zaprezentował model dwuprzegubowego trolejbusu Solaris Trollino 24, który ma posłużyć później jako platforma dla kolejnych modeli autobusów o takiej długości.
Trolejbusy Solaris Trollino oferowane są w wersjach o długości 12, 15, 18 i 24 metrów. W Polsce Trollino spotkać można na ulicach Gdyni, Tychów i Lublina. Dostarczono je także dla odbudowywanej sieci w Rzymie (w wersji z akumulatorami umożliwiającymi jazdę przez centrum miasta bez korzystania z sieci trakcyjnej) oraz dla istniejących już w Rydze, Wilnie, Tallinnie, Landskronie, Opawie i Ostrawie. W 2009 r. pierwszy trolejbus trafił do Portugalii. Solaris Trollino jest dostępny także w specjalnej odmianie nadwozia MetroStyle, która nawiązuje stylistyką do tramwajów Solaris Tramino. Trolejbusy tego typu trafiły do Salzburga, Esslingen oraz Castellón de la Plana.

### Tramwaje
W marcu 2006 r. Solaris Bus & Coach podpisał umowę z Bombardier Transportation i niemieckim przedsiębiorstwem Vossloh Kiepe w sprawie montażu tramwajów w Polsce. W 2006 r. przedsiębiorstwa te w ramach utworzonego konsorcjum wygrały przetarg na dostawę 24 tramwajów Bombardier NGT6/2 dla Krakowa oraz 3 dla Gdańska. W ramach współpracy przedsiębiorstwo Bombardier Transportation dostarczyło karoserie, Vossloh Kiepe osprzęt elektryczny, zaś Solaris zapewnił dostawę pozostałych podzespołów i montaż pojazdów we współpracy z MPK Kraków. Montaż tramwajów dla Krakowa odbywał się w krakowskiej Zajezdni Podgórze. W 2007 r. dostarczono 3 zamówione pojazdy do Gdańska oraz pierwszych 8 dla MPK Kraków.
W połowie 2009 r. przedsiębiorstwo Solaris zaprezentowało prototyp własnego tramwaju o nazwie Solaris Tramino. Premiera nastąpiła 14 października 2009 r. podczas targów Trako w Gdańsku. Olszewscy podkreślali przy tej okazji, że premiera pojazdu jest ściśle związana z etapem rozwoju elektromobilności. Z powodu braku kompetencji w zakresie budowy tramwajów przy produkcji prototypu przedsiębiorstwa korzystało z usług podmiotów zewnętrznych. Spawanie szkieletu Tramino powierzono przedsiębiorstwu Autosan, natomiast montaż końcowy odbył się w warsztatach MPK – Łódź. Prace badawczo-rozwojowe, a w efekcie rozpoczęcie produkcji i sprzedaży tramwajów przez przedsiębiorstwo Solaris wynikały z chęci zróżnicowania produkcji, uniezależnienia się od wahań popytu na autobusy, a także skorzystania na przewidywanej koniunkturze na tramwaje w Polsce i Europie.
Pierwsze zamówienie na tramwaje własnej produkcji przedsiębiorstwa Solaris zdobyło, wygrywając przetarg na dostawę 45 tramwajów Solaris Tramino dla MPK w Poznaniu. Dostawa pojazdów rozpoczęła się w lipcu 2011 r. i zakończyła w maju 2012.
Drugim przetargiem, który zakończył się dla Solarisa podpisaniem umowy, było zamówienie na 5 trójczłonowych tramwajów o niskiej podłodze na całej długości, przystosowanych do torów o rozstawie 1000 mm, ogłoszony przez Jenaer Nahverkehr – przewoźnika z niemieckiej Jeny. Wagony zostały wyposażone w dwie kabiny sterownicze, trzy wózki skrętne, w tym cztery osie napędzane, każda silnikiem o mocy 90 kW i klimatyzację przestrzeni pasażerskiej. Dostawy tramwajów miały miejsce w 2013 r.. Były to tym samym pierwsze tramwaje wyprodukowane w Polsce sprzedane do Niemiec. W ramach trzeciego przetargu w 2014 r. do Brunszwiku w Niemczech trafiło 15 tramwajów 4-członowych dostosowanych do rozstawu szyn 1100 mm. Były to najdłuższe tramwaje Solaris.
W sierpniu 2012 r. Solaris wygrał przetarg na dostarczenie 15 tramwajów dwukierunkowych dla nowo powstającej sieci tramwajowej w Olsztynie. W pojeździe zastosowano wiele nowoczesnych rozwiązań, m.in. baterie trakcyjne umożliwiające przejazd na krótkich dystansach bez podłączenia do sieci trakcyjnej. Są to także tramwaje, które emitują najmniej hałasu w Polsce. Dostawy 15 pojazdów miały miejsce w 2015 r.
Na początku lutego 2015 r. przedsiębiorstwo Solaris zdobyło zamówienie na dostawę 41 tramwajów dla niemieckiego przewoźnika Leipziger Verkehrsbetriebe GmbH w niemieckim Lipsku. Nowe tramwaje dla saksońskiego odbiorcy zyskały zupełnie nowy design, według życzeń klienta. Pozostały jednak nawiązania do poprzednich konstrukcji Tramino. Najdłuższy z rodziny pojazd (37 630 mm) nazwano Tramino XL. Oficjalna premiera Tramino dla Lipska miała miejsce w lutym 2017 r., czym zapoczątkowano dostawy.
20 września 2016 przedsiębiorstwo poinformowało na targach Innotrans w Berlinie o nawiązaniu współpracy ze Stadler Rail – szwajcarskim producentem pojazdów szynowych. Konsorcjum wygrało przetarg na zakup 50 tramwajów dla MPK S.A. w Krakowie.
9 grudnia 2016 r. poinformowano o powołaniu spółki joint venture Solaris Tram. Spółka rozpoczęła działalność 1 stycznia 2017 r.. Prezesem spółki jest Zbigniew Palenica, natomiast udziały w przedsiębiorstwie ma w 40% Solaris, a w 60% – Stadler Rail. W lipcu 2017 r. Solaris Tram zdobył pierwsze zamówienie na dostawę kolejnych siedmiu tramwajów do Brunszwiku o podobnej konstrukcji, jak pojazdy z poprzedniego kontraktu.
W związku z przejęciem Solarisa przez CAF – koncern zajmujący się produkcją pojazdów szynowych, stanowiący konkurencję dla Stadlera, spółka Solaris Tram została w listopadzie 2018 r. w całości wykupiona przez koncern Stadler.

### Sprzedaż hiszpańskiej grupie CAF
5 września 2018 r. hiszpańska grupa CAF objęła 100% udziałów w Solaris Bus & Coach S.A.. Solange Olszewska jako przyczynę sprzedaży podawała konieczność dużych inwestycji, aby móc wejść z produkcją na wyższy poziom i sprostać rosnącym zamówieniom. Wartość transakcji wyniosła ponad 300 mln EUR. Jednocześnie CAF zawarł wstępne porozumienie z Polskim Funduszem Rozwoju w sprawie objęcia przez PFR mniejszościowego pakietu 35% akcji spółki, co nie zostało jednak sfinalizowane. W 2020 r. spółka została przekształcona w spółkę z ograniczoną odpowiedzialnością. W 2023 r. nowym prezesem spółki został Javier Iriarte.

## Władze spółki i kadra pracownicza

### Władze spółki

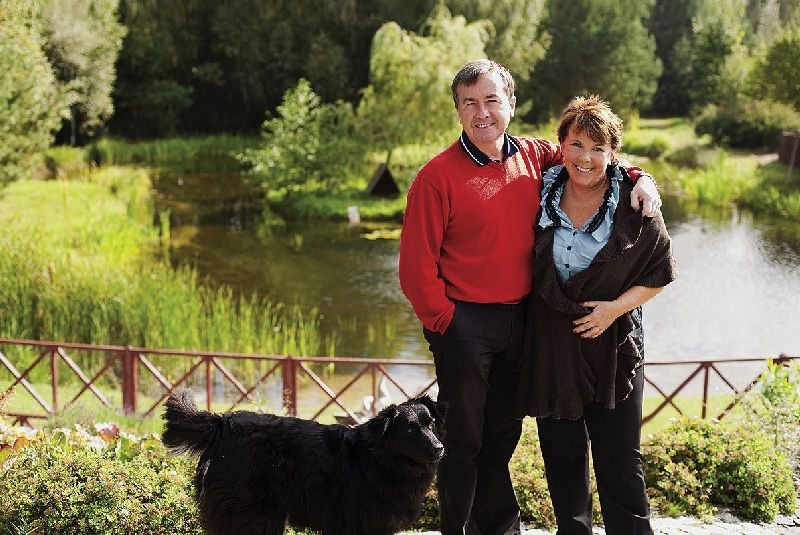
Krzysztof i Solange Olszewscy – założyciele i właściciele Solaris Bus & Coach

| Od   | Do   | Prezes              | Przewodniczący Rady Nadzorczej |
| ---- | ---- | ------------------- | ------------------------------ |
| 1994 | 2008 | Krzysztof Olszewski | –                              |
| 2008 | 2014 | Solange Olszewska   | Krzysztof Olszewski            |
| 2014 | 2015 | Solange Olszewska   | Ryszard Petru                  |
| 2015 | 2016 | Andreas Strecker    | Janusz Reiter                  |
| 2016 | 2018 | Solange Olszewska   | Janusz Reiter                  |
| 2018 | 2023 | Javier Calleja      | Josu Imaz                      |
| 2023 |      | Javier Iriarte      | Javier Ojinaga                 |

Źródło.

### Zatrudnienie
W pierwszym roku funkcjonowania przedsiębiorstwa pracowało w nim 36 osób. W kolejnych latach, wraz z oddaniem do użytku kolejnych hal produkcyjnych i wzrostem produkcji, liczba ta rosła. W 2005 r. Solaris zatrudniał już 1000 pracowników. W 2018 r. przedsiębiorstwo Solaris zatrudniało 2300 osób na terenie Polski oraz ok. 300 osób w zagranicznych przedstawicielstwach. Na koniec 2022 r. w spółce pracowało 2700 osób, w tym 2450 w Polsce.

### CSR
Solaris Bus & Coach S.A., oprócz swojej podstawowej działalności polegającej na produkcji i serwisowaniu pojazdów transportu publicznego, prowadzi wiele działań w ramach tzw. CSR. Częściowo działania te są związane z poprawą bezpieczeństwa na drogach, a częściowo dotyczą lokalnej społeczności i pracowników przedsiębiorstwa oraz ich rodzin. W 2018 r. działania firmy w obszarze społecznej odpowiedzialności zostały wyróżnione Srebrnym Listkiem CSR „Polityki”, firma otrzymała także nagrodę Asa Odpowiedzialnego Biznesu.

#### Bezpieczny Kierowca
Pod hasłem „Bezpieczny Kierowca” Solaris od 2005 r. prowadzi szkolenia kierowców z zakresu bezpieczeństwa na drogach, pierwszej pomocy oraz zachowania w sytuacjach zagrożenia na drodze. Szkolenia odbywają się na terenie ośrodka i toru Sobiesław Zasada Centrum w Bednarach koło Poznania. Do 2018 r. łącznie w szkoleniach wzięło udział ponad 1000 kierowców. Uczestnicy uczą się m.in. podstaw ergonomii w prowadzeniu pojazdu, czym jest nadsterowność i podsterowność, jak hamować awaryjnie w różnych warunkach, na nawierzchniach o zróżnicowanej przyczepności, a także poznają różne techniki omijania przeszkód na drodze.

#### Klasa patronacka i studia dualne
Od 2007 r. Solaris Bus & Coach S.A. wraz z Zasadniczą Szkołą Zawodową w Murowanej Goślinie i Zespołem Szkół nr 1 w Swarzędzu prowadzą program praktycznej nauki zawodu w klasie patronackiej. Uczniowie przez trzy lata odbywają nauki w szkole oraz praktykują w zakładach Solaris. Od 2014 r. uczniowie Klasy Patronackiej realizują przygotowania do egzaminu zawodowego organizowanego przez Polsko-Niemiecką Izbę Przemysłowo-Handlową (AHK Polska). Do 2017 r. łącznie wyszkolono w ten sposób 57 osób. Solaris współpracuje także z Politechniką Poznańską w ramach tzw. studiów dualnych. Studia prowadzone są na Wydziale Budowy Maszyn i Zarządzania na kierunku Mechanika i Budowa Maszyn oraz na Wydziale Inżynierii Zarządzania na kierunku Logistyka. Program oferuje praktyki na terenie przedsiębiorstwa Solaris.

#### Szkolenia pracownicze
Solaris wydaje rocznie ok. 2 mln złotych na podnoszenie kwalifikacji swoich pracowników. Dzięki tym środkom pracownicy otrzymują m.in. uprawnienia gazowe i spawalnicze, prawo jazdy kat. D, a także biorą udział w szkoleniach technicznych, kursach językowych czy też konferencjach i seminariach. W 2017 r. zrealizowano również autorski program szkoleniowy „Siła Wiedzy” skierowany do menadżerów wszystkich szczebli firmy.

#### Fundacja „Zielony Jamnik”
Fundacja Solaris „Zielony Jamnik – na ratunek bezbronnym” została założona w 2012 r. i ma na celu pomaganie potrzebującym ludziom w trudnej sytuacji materialnej oraz zwierzętom z okolic Poznania. Wśród jej beneficjentów są pracownicy Solarisa, mieszkańcy województwa wielkopolskiego czy organizacje niosące pomoc w sytuacjach nadzwyczajnych. Fundacja zajmuje się także propagowaniem wiedzy o problemach społecznych i promowaniem idei wolontariatu.

#### Żłobek „Pod Zielonym Jamniczkiem”
W 2012 r. Solaris jako jeden z pierwszych pracodawców w Wielkopolsce otwarła przyzakładowy żłobek z myślą o dzieciach pracowników. Instytucja ta ma na celu wspierać rodziców w wychowaniu dzieci oraz wspomóc w pogodzeniu życia zawodowego z rodzinnym. „Pod Zielonym Jamniczkiem” przebywają dzieci pracowników Solarisa w wieku od szóstego miesiąca do trzeciego roku życia. Głównym celem funkcjonowania placówki jest wspieranie działań wychowawczych i edukacyjnych rodziców.

#### Wolontariat pracowniczy
Od 2012 r. Solaris we współpracy z Fundacją Zielony Jamnik zachęca swoich pracowników do zaangażowania się w działania w obszarze wolontariatu pracowniczego. Od tego czasu, corocznie w okresie świątecznym, wspierają lokalny Zespół Szkół Specjalnych w Kowanówku, przekazując na potrzeby szkoły m.in. sprzęty multimedialne. W ramach wolontariatu „Mój własny kąt” pracownicy firmy wyremontowali także jeden z pokojów w Domu Pomocy Społecznej w Poznaniu.

#### Gospodarka odpadowa
Solaris realizuje wiele działań, które mają na celu zmniejszenie negatywnego wpływu na środowisko oraz zapobieganie zanieczyszczeniom. W 2017 r. 75% odpadów, które powstały wskutek działalności firmy zostało poddanych recyklingowi, a pozostałe 25% zostało przetworzonych na paliwo alternatywne. Tym sposobem żadne z powstałych odpadów nie trafiło na wysypisko.

## Nazwa i symbole handlowe

### Nazwa
Nazwa przedsiębiorstwa pochodzi od imienia żony Krzysztofa Olszewskiego – Solange. Pochodzenie nazwy wytłumaczyła ona w ten sposób: „Szukaliśmy z mężem nazwy, która by we wszystkich językach dobrze się kojarzyła, była łatwa do wymówienia i wiązała się z przyszłością. Nic nam nie pasowało. I nagle wśród setek słów zobaczyliśmy Solaris – proste, budzi pozytywne skojarzenia ze słońcem i zaczyna się jak moje imię.”.

### Logo

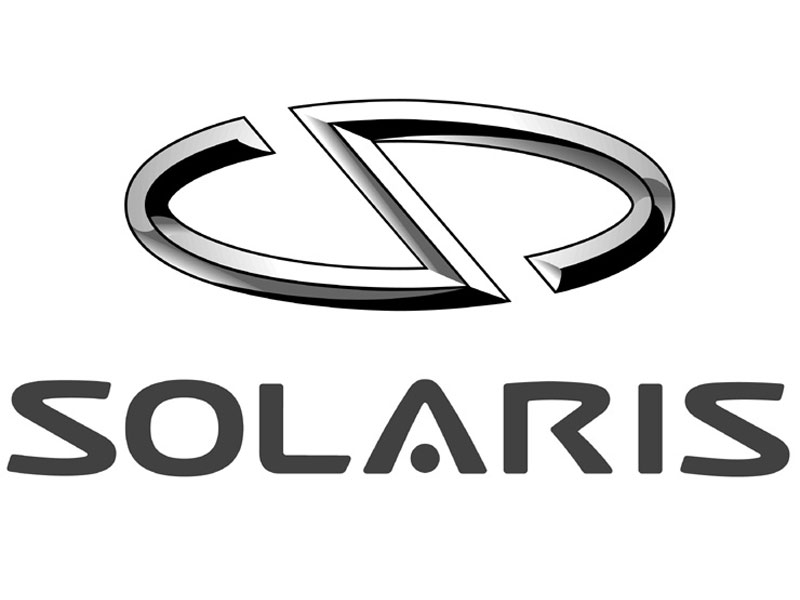
Dawne logo Solaris (2005–2012)

Początkowo przedsiębiorstwo Neoplan Polska nie używało swojego logo – bazowało na symbolu przedsiębiorstwa Neoplan. W 2001 r., gdy oficjalnie powstała spółka Solaris Bus & Coach Sp. z o.o., zaprezentowano pierwszy logotyp Solaris. Opierał się on na stylizowanym napisie Solaris zamkniętym w elipsie. Ponadto w autobusach stosowano rozbudowane logo na czarnym tle, w którym litera O została zamieniona na planetę, a za literą A widniała gwiazda. Nawiązywało ono do kojarzącej się ze słońcem nazwy Solaris. W 2005 r. zaprezentowano nowy system graficzny Solaris. Wprowadzono charakterystyczny logotyp w kształcie litery S. Ma ona symbolizować nowoczesność, równowagę oraz elastyczność producenta. W 2012 r. wprowadzono unowocześnioną wersję symbolu, który pogrubiono i nadano inne wypełnienie wnętrza litery S. Dodatkowo pod symbolem graficznym umieszczany jest stylizowany napis Solaris wg projektu z 2001 r..

### Hasło reklamowe
W 2005 r. Solaris wprowadził pierwsze hasło reklamowe „Power of Enthusiasm” (ang. Moc entuzjazmu). Było ono wykorzystywane aż do 2017 r., kiedy zastąpiono je hasłem „Wspólny kierunek”.

### Zielony jamnik

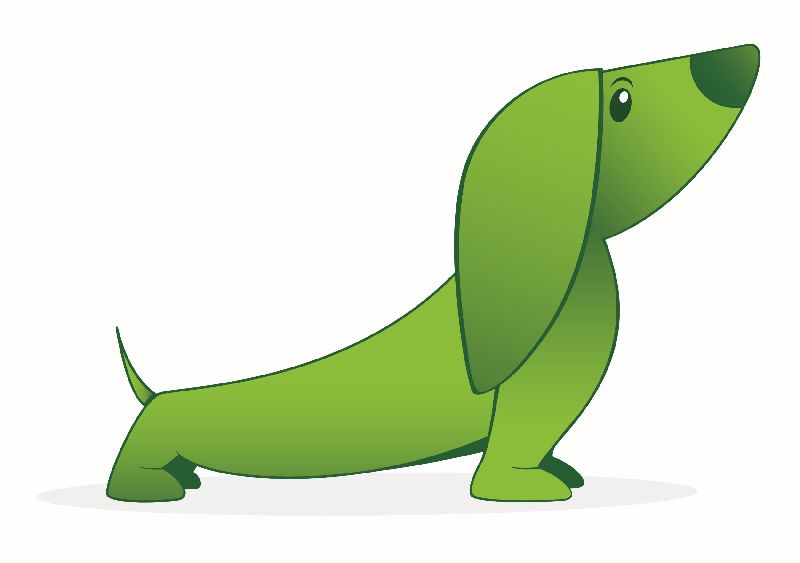
Obecny jamnik Solaris dla modeli napędzanych silnikiem Diesla

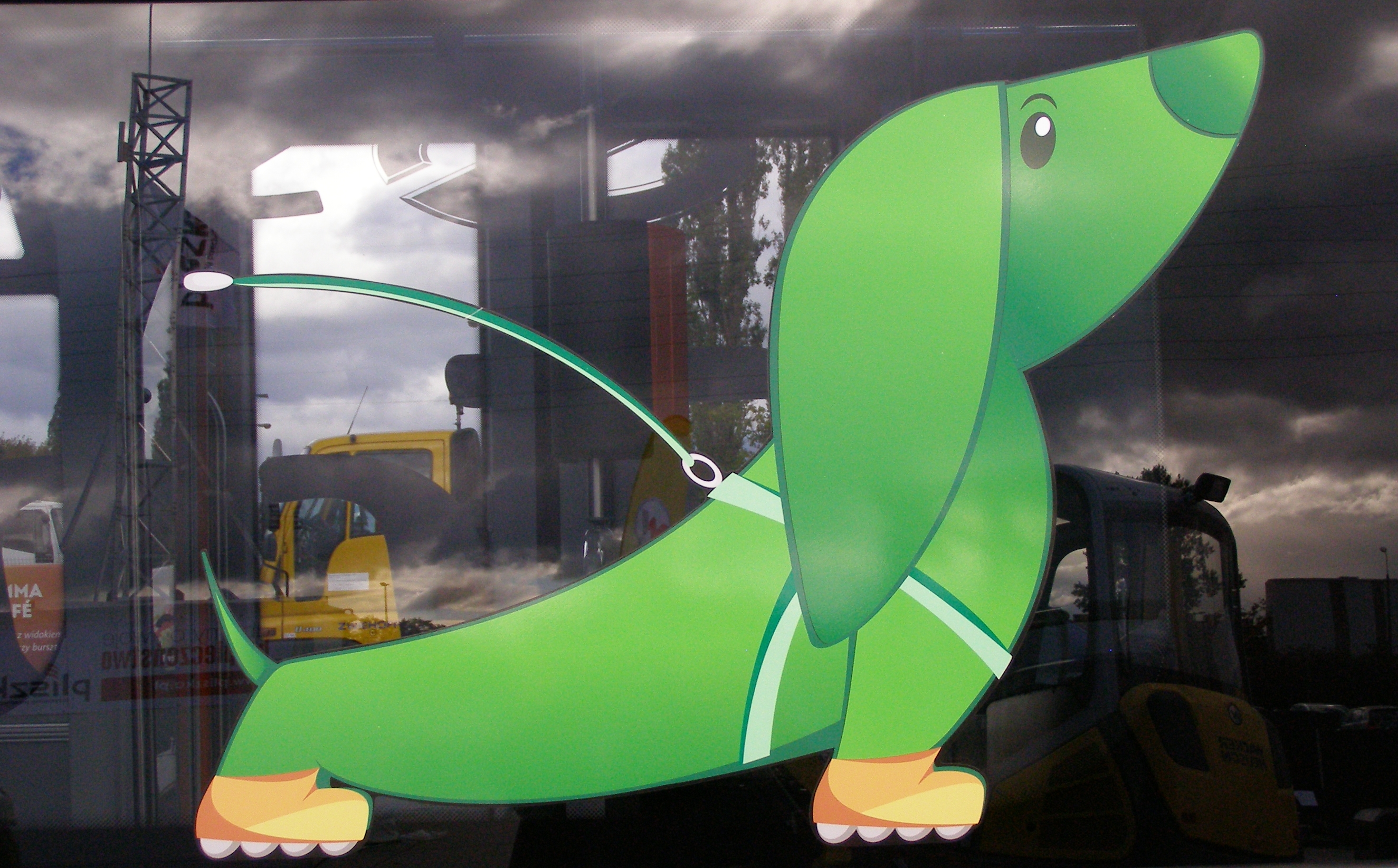
Jamnik w wersji dla tramwajów Solaris Tramino

Symbolem graficznym autobusów z rodziny Urbino, wykorzystywanym w celach promocyjnych, jest zielony jamnik, wymyślony i wprowadzony przez ówczesną wiceprezes Solange Olszewską w 1998 r.. Postać jamnika symbolizuje wierność klientowi, niskie koszty eksploatacji, a także przypomina wyglądem kształt niskopodłogowego autobusu. Zielony kolor jest natomiast symbolem troski o środowisko. Jego wizerunek przyklejany jest na zewnątrz autobusów, najczęściej na ścianie czołowej po lewej stronie pojazdu (zgodnie z kierunkiem jazdy), a w autobusach drugiej generacji także na tylnej ścianie po prawej stronie (patrząc od tyłu). Symbol ten był już także wcześniej wykorzystywany w autobusach Neoplan Polska. Często podczas uroczystego przekazywania autobusów odbiorcom wręczana jest wersja pluszowa symbolu. W trzeciej wersji modeli Urbino zastosowano zmodyfikowany wygląd promocyjnego jamnika, natomiast w 2012 r. wygląd symbolu po raz trzeci uległ zmianie. W przypadku generacji I-II i części III dodatkowo pisano „niskopodłogowy” w języku odpowiednim dla danego kraju (np. „niederflur” w Niemczech czy „žemagrindis” na Litwie). W przypadku autobusów niskowejściowych napis głosił „low entry”. Zwykłe autobusy z rodziny Urbino (z silnikiem Diesla lub gazowym) posiadają jamnika bez szczególnych cech, natomiast inne typy napędów czy konstrukcji posiadają swoją cechę charakterystyczną symbolizowaną w wyglądzie jamnika, co prezentuje poniższa tabela:
| Model i wersja pojazdu     | Różnica zachowania symbolu pojazdu |
| -------------------------- | --- |
| Urbino electric            | Symbol graficzny posiada przewód z wtyczką zamiast ogona, który oznacza napęd elektryczny pojazdu. |
| Urbino hybrid              | Symbol graficzny posiada dwa serca, oznaczające podwójny układ napędowy pojazdu. |
| Urbino Low Entry           | Jamnik stoi z podniesioną przednią łapą. Dawniej na postaci jamnika przednie łapy przejmują pozycję leżącą, a tylne stojącą, co sprawia, że jego brzuch się podnosi w tylnej części, podobnie jak podłoga w pojeździe. |
| Urbino w Krakowie          | Na głowie jamnika znajduje się czapka „krakuska”. Pojawia się tylko na części dostarczonych do tego miasta autobusów.                                                                                                  |
| Urbino w Zakopanem         | Na głowie jamnika znajduje się góralski kłobuk (kapelusz). |
| Trollino                   | Jamnik nosi na sobie przywiązaną do siebie smycz, która przypomina pantograf. |
| Tramino                    | Symbol graficzny posiada smycz oraz żółte łyżworolki. |
| InterUrbino                | Symbol graficzny nosi na sobie pomarańczowy plecak. |
| Vacanza                    | Jamnik z czarnym kapeluszem chodzi na dwóch tylnych łapach oraz trzyma na sobie parasol. Dawniej symbolem graficznym pojazdów o tym modelu był kangur.                                                                 |
| Vacanza do pobierania krwi | Przedstawia stojącą na dwóch tylnych łapach samicę jamnika z czerwoną kokardą na głowie oraz stetoskopem. Dawniej symbol ten był ubrany w lekarkę posiadającą zastrzyk.                                                |

## Modele Solaris
| Model                                 | Rozpoczęcie produkcji |
| Autobusy miejskie                     | Autobusy miejskie     |
| ------------------------------------- | --------------------- |
| Solaris Urbino 9 LE electric          | 2021                  |
| Solaris Urbino 10,5                   | 2017                  |
| Solaris Urbino 12                     | 1999                  |
| Solaris Urbino 12 CNG                 | 2005                  |
| Solaris Urbino 12 hybrid              | 2010                  |
| Solaris Urbino 12 mild hybrid         | 2020                  |
| Solaris Urbino 12 electric            | 2013                  |
| Solaris Urbino 12 hydrogen            | 2019                  |
| Solaris Urbino 18                     | 1999                  |
| Solaris Urbino 18 CNG                 | 2006                  |
| Solaris Urbino 18 hybrid              | 2006                  |
| Solaris Urbino 18 mild hybrid         | 2020                  |
| Solaris Urbino 18 plug-in hybrid      | 2020                  |
| Solaris Urbino 18 electric            | 2014                  |
| Solaris Urbino 18,75 electric         | 2014                  |
| Solaris Urbino 18 hydrogen            | 2022                  |
| Solaris Urbino 24 electric MetroStyle | 2022                  |
| Autobusy lokalne i międzymiastowe     |                       |
| Solaris Urbino 9 LE electric          | 2021                  |
| Solaris Urbino 12 LE                  | 2004                  |
| Solaris InterUrbino 12                | 2009                  |
| Solaris InterUrbino 12,8              | 2012                  |
| Solaris Urbino 15 LE electric         | 2020                  |
| Trolejbusy                            |                       |
| Solaris Trollino 12                   | 2001                  |
| Solaris Trollino 18                   | 2002                  |
| Solaris Trollino 18 MetroStyle        | 2012                  |
| Solaris Trollino 24                   | 2019                  |
| Solaris Trollino 24 MetroStyle        | 2022                  |
| Škoda 26Tr Solaris                    | 2009                  |
| Škoda 28Tr Solaris                    | 2009                  |

| Model                             | Rozpoczęcie produkcji | Zakończenie produkcji |
| Autobusy miejskie                 | Autobusy miejskie     | Autobusy miejskie     |
| --------------------------------- | --------------------- | --------------------- |
| Solaris Alpino 8,6                | 2007                  | 2018                  |
| Solaris Urbino 8,9 LE electric    | 2011                  | 2021                  |
| Solaris Urbino 9                  | 2000                  | 2002                  |
| Solaris Urbino 10                 | 2002                  | 2018                  |
| Solaris Urbino 12,9               | 2013                  | 2018                  |
| Solaris Urbino 12,9 hybrid        | 2013                  | 2018                  |
| Solaris Urbino 15                 | 2000                  | 2018                  |
| Solaris Urbino 15 CNG             | 2004                  | 2018                  |
| Solaris Urbino 18,75              | 2013                  | 2018                  |
| Autobusy lokalne i międzymiastowe |                       |                       |
| Solaris Valletta                  | 2002                  | 2007                  |
| Solaris Urbino 8,9 LE             | 2008                  | 2021                  |
| Solaris Urbino 12 LE CNG          | 2007                  | 2018                  |
| Solaris Urbino 15 LE              | 2008                  | 2018                  |
| Solaris Urbino 15 LE CNG          | 2008                  | 2018                  |
| Autokary                          |                       |                       |
| Solaris Vacanza 12                | 2002                  | 2010                  |
| Solaris Vacanza 13                | 2004                  | 2010                  |
| Trolejbusy                        |                       |                       |
| Solaris Trollino 15               | 2003                  | 2018                  |
| Škoda 27Tr Solaris                | 2009                  | 2018                  |
| Tramwaje                          |                       |                       |
| Bombardier NGT6/2                 | 2007                  | 2008                  |
| Solaris Tramino                   | 2009                  | 2018                  |

| Model | Lata produkcji     |
| Autobusy specjalne                                                                                                  | Autobusy specjalne |
| --- | ------------------ |
| Ambulansy do poboru krwi na bazie modeli Solaris Vacanza, Solaris InterUrbino 12 lub Solaris Urbino 8,9 LE electric | od 2002            |
| Autobusy lotniskowe                                                                                                 | od 2004            |
| Mobilne Centrum Filmowe „Cinebus” na bazie modelu Solaris InterUrbino 12                                            | 2016               |
| Modele prototypowe i na indywidualne zamówienia                                                                     |                    |
| Solaris Urbino 18 LE CNG                                                                                            | 2011               |
| Solaris Urbino 10,9 LE                                                                                              | 2013, 2015         |
| Solaris Concept Bus                                                                                                 | 2015               |
| Solaris Urbino 12 LE lite hybrid                                                                                    | 2018               |

## Produkcja i sprzedaż
| Rok    | Autobusy, trolejbusy i autokary | Autobusy, trolejbusy i autokary | Autobusy, trolejbusy i autokary | Tramwaje        | Tramwaje          |
| Rok    | Łączna sprzedaż                 | W tym eksport                   | Eksport (%)                     | Solaris Tramino | Bombardier NGT6/2 |
| ------ | ------------------------------- | ------------------------------- | ------------------------------- | --------------- | ----------------- |
| 1996   | 56                              | –                               | –                               |                 |                   |
| 1997   | 163                             | –                               | –                               |                 |                   |
| 1998   | 160                             | –                               | –                               |                 |                   |
| 1999   | 106                             | –                               | –                               |                 |                   |
| 2000   | 178                             | 7                               | 3%                              |                 |                   |
| 2001   | 249                             | 54                              | 21%                             |                 |                   |
| 2002   | 230                             | 124                             | 54%                             |                 |                   |
| 2003   | 264                             | 169                             | 64%                             |                 |                   |
| 2004   | 478                             | 366                             | 77%                             |                 |                   |
| 2005   | 598                             | 487                             | 81%                             |                 |                   |
| 2006   | 567                             | 367                             | 65%                             |                 |                   |
| 2007   | 681                             | 400                             | 59%                             |                 | 11                |
| 2008   | 1039                            | 557                             | 54%                             |                 | 16                |
| 2009   | 1115                            | 852                             | 76%                             | 1               |                   |
| 2010   | 1120                            | 713                             | 64%                             |                 |                   |
| 2011   | 1207                            | 687                             | 57%                             | 23              |                   |
| 2012   | 1006                            | 743                             | 74%                             | 22              |                   |
| 2013   | 1302                            | 1010                            | 77%                             | 5               |                   |
| 2014   | 1380                            | 1100                            | 80%                             | 3               |                   |
| 2015   | 1279                            | 946                             | 74%                             | 15              |                   |
| 2016   | 1300                            | 829                             | 64%                             | 13              |                   |
| 2017   | 1397                            | 952                             | 68%                             | 7               |                   |
| 2018   | 1226                            | 824                             | 67%                             |                 |                   |
| 2019   | 1487                            | 1053                            | 71%                             |                 |                   |
| 2020   | 1560                            | 1195                            | 77%                             |                 |                   |
| 2021   | 1492                            | 1099                            | 74%                             |                 |                   |
| 2022   | 1492                            | 1245                            | 83%                             |                 |                   |
| 2023   | 1456                            | ?                               | ?                               |                 |                   |
| Razem: | 24 588                          | ?                               | ?                               | 89              | 27                |

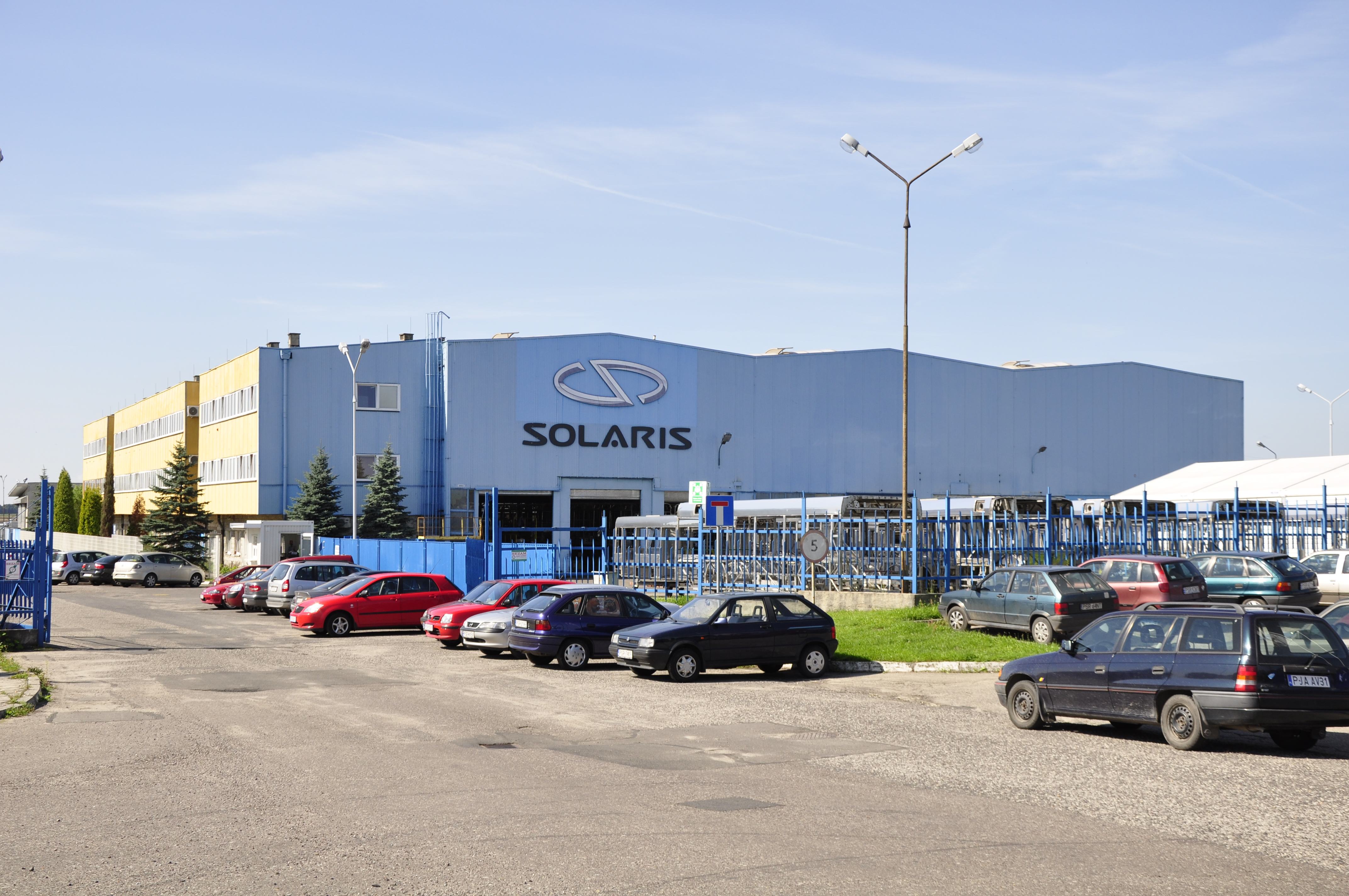
Fabryka w Środzie Wlkp.

Autobusy Solaris znalazły nabywców w ponad 700 miastach w 34 państwach w Europie, Afryce oraz Azji (stan na: 2022). Najdalszym punktem od Bolechowa, gdzie dotarły produkty Solaris jest wyspa Reunion na Oceanie Indyjskim. W Polsce Solaris od 2003 r. jest nieprzerwanie liderem w sprzedaży nowych autobusów miejskich o DMC powyżej 8 t. Według stanu na 2017 r. najwięcej autobusów, trolejbusów i tramwajów Solaris sprzedano do Polski (5528 szt.), dalej do Niemiec (2960 szt.), Czech (860 szt.), Włoch (829 szt.), Szwecji (616 szt.), Francji (523 szt.) oraz Norwegii (478 szt.).

### Badanie satysfakcji klientów
Solaris przeprowadza wewnętrzne badania satysfakcji wśród swoich klientów. Badania są realizowane w cyklu dwuletnim. Ich celem jest doskonalenie działalności firmy oraz eliminacja zdarzeń krytycznych w każdym z czterech obszarów współpracy z klientem: zakupu, przekazania, eksploatacji pojazdów oraz serwisowania i dostarczania części zamiennych. W 2017 r. badanie objęło 62 przedsiębiorstwa komunikacji miejskiej w Polsce i wykazało wysoką satysfakcję klientów ze współpracy z Solarisem, która mierzona indywidualnym wskaźnikiem satysfakcji wyniosła 77%.

### Zakłady produkcyjne
Produkcja pojazdów marki Solaris odbywa się w czterech zakładach produkcyjnych zlokalizowanych w okolicy oraz w samym Poznaniu. Główna siedziba znajduje się w Bolechowie-Osiedlu. Tam także zlokalizowany jest końcowy etap produkcji. Ponadto Solaris ma dwa zakłady w Środzie Wielkopolskiej oraz jeden w Poznaniu. Według planów, w ramach spółki joint venture przedsiębiorstw Solaris i Stadler Rail, ostateczny montaż tramwajów Solaris Tramino ma od 2019 r. odbywać się w zakładach Stadler Polska w Siedlcach. W 2017 r. Solaris uruchomił kolejny zakład, tym razem z siedzibą w podpoznańskim Jasinie – Solaris Logistics Center. Nowe centrum dystrybucyjne i magazyn części zamiennych powstało, by usprawnić proces realizacji zamówień i podniesie poziom posprzedażnej obsługi klientów.

#### Bolechowo-Osiedle
Fabryka w Bolechowie-Osiedlu jest największym zakładem produkcyjnym przedsiębiorstwa Solaris. W zakładach odbywa się końcowy montaż autobusów. Jest to najstarsza fabryka Solaris, która została otwarta w 1996 r. na potrzeby zamówienia na autobusy dla MPK Poznań. W 2014 r. rozpoczęto rozbudowę fabryki o dodatkowe powierzchnie produkcyjne i biurowe. Kolejna rozbudowa zakładu rozpoczęła się w 2018 r.. Roczna produkcja wynosi około 1300–1400 sztuk pojazdów, w związku z czym każdego dnia zakład w Bolechowie opuszcza 5–8 nowych autobusów. Średni czas produkcji jednego autobusu miejskiego to ok. 20 dni roboczych. Obok hali produkcyjnej znajdują się przestrzenie biurowe, siedziba spółki Solaris Bus & Coach. Od 2016 r. możliwe jest zobaczenie wnętrza fabryki oraz biurowca w Bolechowie w technologii Google Street View. W 2022 r. na terenie zakładu Solarisa w Bolechowie-Osiedlu otwarto nowy magazyn oraz stanowisko testowania autobusów elektrycznych. 

#### Środa Wielkopolska
Zakład produkcyjny w Środzie Wielkopolskiej specjalizuje się w produkcji szkieletów stalowych do autobusów i pojazdów szynowych. Zakład został wykupiony przez przedsiębiorstwo Solaris w 1998 r. po upadłych zakładach TRAMAD. W zakładach w Środzie Wlkp. pracuje ok. 360 osób. Każdego dnia powstaje tu ok. 8 szkieletów pojazdów. W 2018 r. rozpoczęto, równolegle z zakładem w Bolechowie, rozbudowę zakładu konstrukcji stalowych w Środzie Wielkopolskiej.
Druga hala produkcyjna w Środzie Wlkp. została otwarta w 2009 r. na potrzeby zamówienia na tramwaje Solaris Tramino dla MPK Poznań. W hali tej produkowane są pudła tramwajowe, tylko na potrzeby produkcji tramwajów z rodziny Tramino.

#### Poznań
Fabryka w Poznaniu przy ul. Wieruszowskiej jest to zakład produkcji pojazdów szynowych, w którym następuje montaż końcowy tramwajów Solaris Tramino. Podobnie jak zakład w Środzie, powstał on na potrzeby zamówienia dla MPK Poznań. Wcześniejsze prototypowe modele tramwajów powstawały w halach zewnętrznych przedsiębiorstw.

### Największe zamówienia

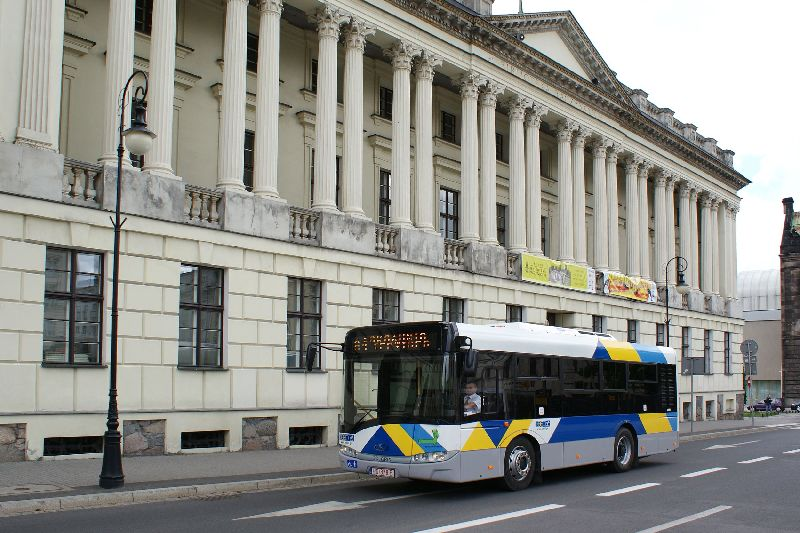
Solaris Alpino w barwach E.THE.L Ateny

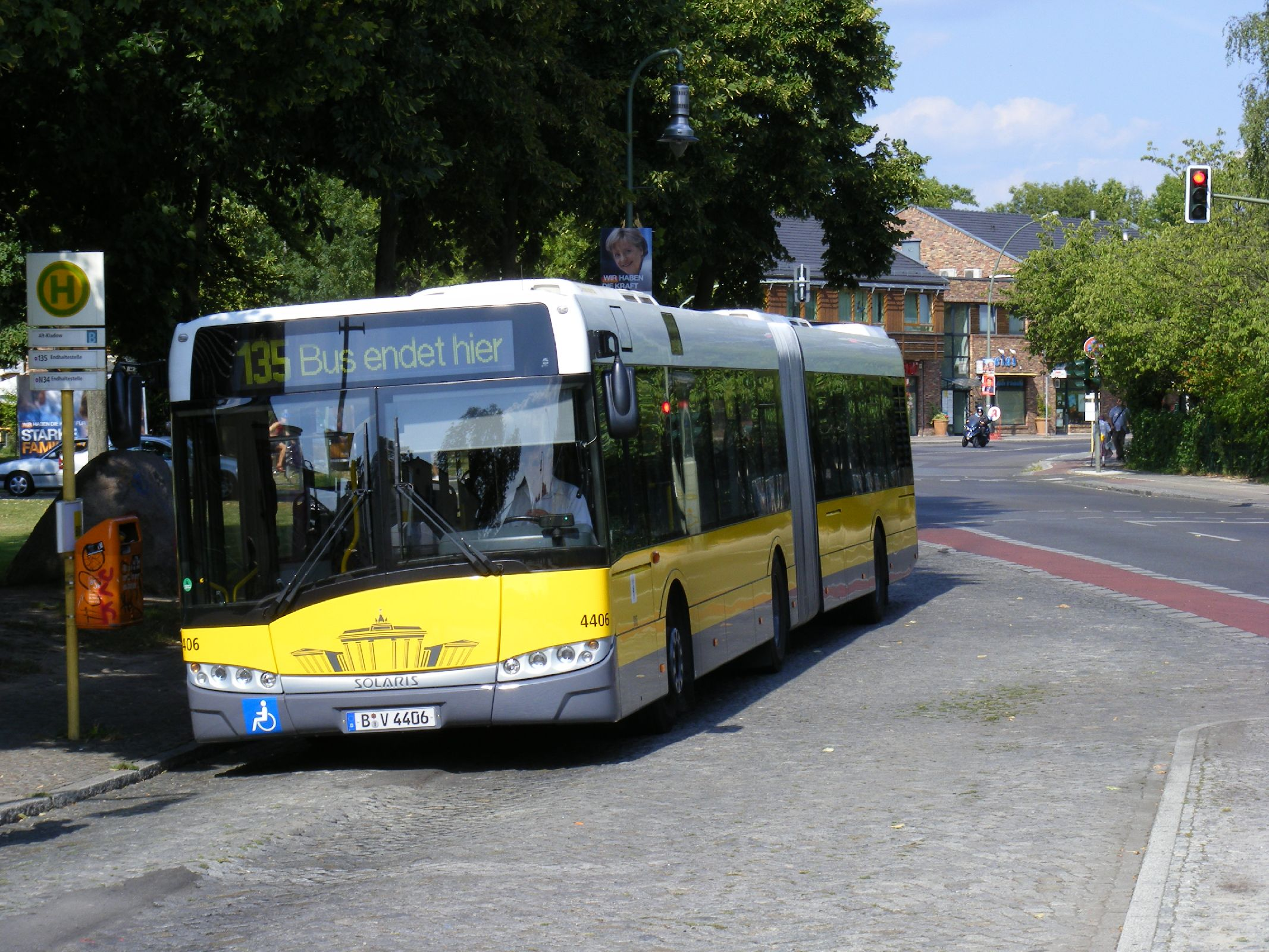
Solaris Urbino 18 w Berlinie

#### E.THE.L Ateny
Na początku 2008 r. miejski przewoźnik autobusowy z Aten E.THE.L ogłosił przetarg na dostawę 320 autobusów miejskich – 220 klasy MIDI i 100 klasy MAXI. Spośród konkurencji Solarisa wyłoniono jako dostawcę i w lipcu 2008 r. podpisano umowę na dostawę 100 szt. Urbino 18 i 220 szt. Alpino 8,6. Wartość kontraktu to ponad 80 mln EUR. Dostawy autobusów zakończono pod koniec 2009 r..

#### Cotral Lacjum
Na początku 2016 r. Solaris zdobył kontrakt na dostawę 300 autobusów podmiejskich dla przewoźnika Cotral z włoskiego regionu Lacjum. Wartość zamówienia to niemal 110 mln EUR. W ramach kontraktu dostarczono 12-metrowe autobusy z rodziny Solaris InterUrbino. Autobusy wyposażono m.in. w luki bagażowe, klimatyzację i kamery cofania. Napęd stanowią silniki Diesla marki DAF. W 2019 r. poinformowano, że zawarty został kolejny kontrakt z przedsiębiorstwem Cotral na dostawę kolejnych 360 sztuk autobusów Solaris InterUrbino 12 na przestrzeni kolejnych lat w transzach po maksymalnie 50 pojazdów rocznie.

#### BVG Berlin
W 2004 r. Solaris pozyskał zamówienie Berliner Verkehrsbetriebe na dostawę łącznie do 260 autobusów miejskich klasy MEGA (130 + 130 w ramach prawa opcji). Dzięki temu kontraktowi na ulice Berlina wyjechało 260 niskopodłogowych autobusów Solaris Urbino 18 III generacji. Dołączyły one do 10 już wcześniej eksploatowanych Urbino 18 poprzedniej odsłony.

#### RTA Dubaj
Pod koniec 2006 r. Dubai Roads & Transport Authority (miejski przewoźnik w Dubaju) ogłosiło przetarg na dostawę 620 autobusów miejskich, który podzielono na kilka części. W jednej z nich, obejmującej 225 pojazdów, zwyciężył Solaris. W wyniku tego kontraktu producent dostarczył 150 przegubowych autobusów Urbino 18 oraz 75 sztuk Urbino 12 III generacji. Dostawy autobusów rozłożono w czasie na końcówkę 2007 i pierwszą połowę 2008 r. Nowością w autobusach dla RTA była wydajniejsza klimatyzacja oraz systemy chroniące silnik przed burzą piaskową. Zastosowano także specjalne kurtyny chłodnego powietrza, które mają zapobiegać nagrzaniu wnętrza po otwarciu drzwi.

#### SWRT Walonia
Société Régionale Wallonne du Transport (przewoźnik regionalny w belgijskiej Walonii) zamówiło w 2017 r. 208 autobusów hybrydowych marki Solaris. W ramach zamówienia wartego 105 mln EUR producent dostarczył autobusy Solaris Urbino 12 hybrid IV generacji. Dostawy rozłożono na dwa lata – w 2017 r. dostarczono 97 autobusów, a w 2018 kolejne 111 sztuk.

#### MZA Warszawa
W marcu 2019 r. Solaris wygrał rozpisany przez MZA Warszawa przetarg, którego przedmiotem jest dostawa 130 autobusów elektrycznych. Umowę podpisano 22 lipca tego roku. Kontrakt jest wart 399,5 mln zł i był największym dotychczasowym zamówieniem na elektrobusy w Europie. Solaris złożył w przetargu jedyną ofertę. Pierwszy autobus na stołeczne ulice wyjechał w styczniu 2020 r., a dostawy zakończono w grudniu tego samego roku. Ostatni autobus był jednocześnie 20-tysięcznym wyprodukowanym autobusem marki Solaris.

#### ATM Mediolan
W lipcu 2019 r. Solaris pozyskał zamówienie na dostawę do 250 autobusów elektrycznych o długości 12 m dla przewoźnika ATM z Mediolanu, wygrywając z Mercedesem. Był to przetarg na autobusy elektryczne wart maksymalnie 192 mln euro.

#### EMT Madryt
W 2021 r. Solaris został wybrany dostawcą 250 autobusów Solaris Urbino 12 CNG dla hiszpańskiego przewoźnika Empresa Municipal de Transportes de Madrid. Dostawy zaplanowano na lata 2021-2023.  

#### Unibuss Oslo
W 2022 r. podpisana została umowa na dostawę 183 autobusów Solaris Urbino 18 electric dla przewoźnika Unibuss do obsługi linii miejskich w Oslo. Dostawy zakończono w kwietniu 2023 r.

##### TPER Bolonia i Ferrara
W 2023 r. przewoźnik TPER z Bolonii i Ferrary zamówił 130 sztuk wodorowych autobusów Solaris Urbino 12 hydrogen. Dostawy zaplanowano na lata 2024–2026. Było to największe do tej pory jednorazowe zamówienie na autobusy z napędem wodorowym w Europie.

## Wybrane nagrody i wyróżnienia
1998

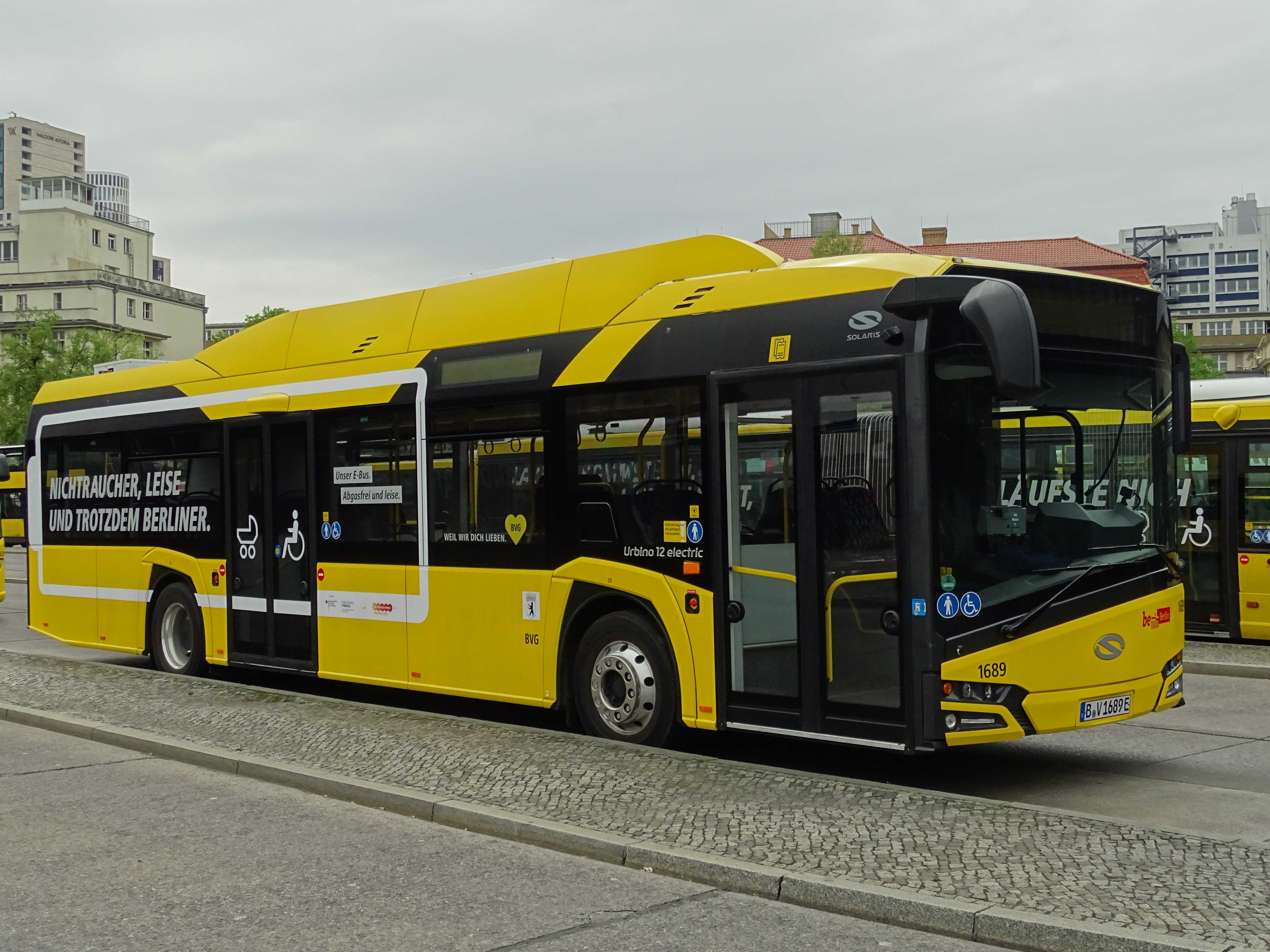
Solaris Urbino 12 electric – laureat tytułów: Autobus Roku 2017, EBUS Award 2017, iF Design Award oraz UITP Design Award

- Złoty Krzyż Zasługi dla Krzysztofa Olszewskiego wręczony przez Prezydenta RP Aleksandra Kwaśniewskiego[4]

1999
- Złote Koła Komunikacji Miejskiej dla Solarisa Urbino 12 na IV Wystawie Komunikacji Miejskiej w Łodzi[4]
- Firma Roku 1998 – nagroda Kapituły Polskiego Klubu Biznesu[4]
- Odznaczenie Solange Olszewskiej Złotym Krzyżem Zasługi przez Prezydenta RP Aleksandra Kwaśniewskiego[4]

2000
- Złoty Medal Grand Prix dla ambulansu do poboru krwi Neoplan N316 SHD przyznany podczas Światowej Wystawy Eureka[117]

2001
- Grand Prix dla Solarisa Trollino 18 podczas targów Industria w Budapeszcie[4]
- „Złote Koła Komunikacji Miejskiej” dla trolejbusu Solaris Trollino 12 T na VI Wystawie Komunikacji Miejskiej w Łodzi[117]

2003
- Złoty Medal dla Solaris Urbino 10 na Międzynarodowych Targach Miejskiego Transportu Zbiorowego Transexpo w Kielcach[117]
- II miejsce w konkursie o tytuł „Autokar Roku 2004” dla autobusu turystycznego Solaris Vacanza 12[4]

2004
- Tytuł Oferent Roku 2003 w drugiej edycji Nagrody Publicus przyznawanej przez redakcję miesięcznika „Zamówienia Publiczne Doradca”[118]
- Złoty Medal Międzynarodowych Targach Miejskiego Transportu Zbiorowego Transexpo w Kielcach za „sposób wykorzystania targów jako narzędzia promocji firmy”[4]
- II miejsce w konkursie „Bus of the Year” dla autobusu miejskiego Solaris Urbino II[4]
- II miejsce w konkursie Pulsu Biznesu i Radiowej Trójki „Huzary Europy”[119]
- Medal Europejski Business Center Club i Urzędu Komitetu Integracji Europejskiej[120]

2005
- Nagroda Gospodarcza Prezydenta RP w Kategorii „Eksporter”[1]
- Tytuł „Menedżer Roku 2004” dla Krzysztofa Olszewskiego przyznany przez Stowarzyszenie Menedżerów w Polsce „(...) za skuteczne przywództwo, doskonałe wyniki ekonomiczne na trudnym rynku wielkich światowych graczy (...)”[4]
- Tytuł „Bus Builder of The Year” dla Solange Olszewskiej przyznany przez międzynarodowe jury Busworld w belgijskim Kortrijk za osobiste zasługi dla rozwoju branży autobusowej[4]

2006
- Medal im. Tadeusza Kotarbińskiego za wybitne osiągnięcia w dziedzinie organizacji pracy i zarządzania[121]
- Medal dla Solaris Urbino 18 hybrid w kategorii „Produkt” na Targach Miejskiego Transportu Zbiorowego TRANSEXPO w Kielcach[4]
- Nagroda w kategorii „Wzrost” konkursu „Best of European Business” organizowanego przez Roland Berger Strategy Consultants i telewizję CNN[4]
- Nagroda dla Najlepszej Firmy Wielkopolski od magazynu Forbes[122]
- Wyróżnienie w konkursie „Przedsiębiorca Roku 2006”, organizowany przez Ernst & Young i telewizję TVN 24[4]
- Pierwsze miejsce w rankingu Złote Firmy Wielkopolski[121]
- Nagroda Geparda Biznesu od Bankowości Spółdzielczej[121]

2007
- Wyróżnienie specjalne dla mobilnej stacji krwiodawstwa Solaris Vacanza 13 na Międzynarodowych Targach Komunikacji Miejskiej Transexpo w Kielcach[123]
- Tytuł „Przedsiębiorstwo Roku” w kategorii produkcja dla Solaris Bus & Coach przyznany przez Ernst & Young[124]
- Nagroda im. Władysława Grabskiego od Polskiej Konfederacji Pracodawców Prywatnych PKPP Lewiatan dla Solange i Krzysztofa Olszewskich[125]
- Wyróżnienie „Konstruktor Roku” dla Solaris Bus & Coach za projekt autobusu z napędem hybrydowym przyznanym przez redakcję magazynu fachowego Design News Polska[126]

2008
- Odznaka honorowa „Zasłużony dla transportu Rzeczypospolitej Polskiej” dla Prezes Solange Olszewskiej przyznana przez Ministra Infrastruktury RP[4]
- Tytuł „Wybitny Eksporter Roku” przyznany Krzysztofowi Olszewskiemu przez Polskie Stowarzyszenie Eksporterów[127]
- Odznaka „Zasłużeni dla rozwoju komunikacji miejskiej” dla Solange i Krzysztofa Olszewskich przyznana przez Izbę Gospodarczą Komunikacji Miejskiej podczas targów Transexpo w Kielcach[4]
- Nagroda Marszałka Województwa Wielkopolskiego w kategorii „Innowacyjna Inwencja” za opracowanie i budowę autobusu z napędem hybrydowym Solaris Urbino 18 hybrid[128]
- Tytuł „Człowiek Roku województwa wielkopolskiego” przyznany Krzysztofowi Olszewskiemu przez redakcję miesięcznika Forbes[129]

2009
- Wyróżnienie w kategorii „Autobusy” przyznane Solarisowi InterUrbino podczas targów Transexpo 2009 w Kielcach[130]
- Złoty Medal Międzynarodowych Targów Miejskiego Transportu Zbiorowego Transexpo 2009 w Kielcach za „Sposób wykorzystania targów jako narzędzia promocji firmy”[130]
- Nagroda im. I. Prądzyńskiego przyznana Krzysztofowi Olszewskiemu przez Stowarzyszenie Inżynierów i Techników Komunikacji Rzeczpospolitej Polskiej za „wiodący wkład w produkt o najwyższych standardach technologicznych”[131]

2010
- Krzysztof Olszewski zostaje laureatem Nagrody Kisiela w kategorii „Przedsiębiorca”[132]
- Złoty Medal Międzynarodowych Targów Miejskiego Transportu Zbiorowego Transexpo 2010 w Kielcach za „Sposób wykorzystania targów jako narzędzia promocji firmy”[133]
- Złoty Medal Międzynarodowych Targów Miejskiego Transportu Zbiorowego Transexpo 2010 w Kielcach dla Solarisa Urbino 18 hybrid z szeregowym układem hybrydowym w kategorii „Pojazd”[133]
- Wyróżnienie „Wielkopolski Przedsiębiorca XX-lecia” przyznane Solange i Krzysztofowi Olszewskim przez Wielkopolską Izbę Przemysłowo-Handlową[134]

2011
- Solange Olszewską jedną ze 100 najbardziej wpływowych kobiet biznesu i przedsiębiorczości na świecie wg niemieckiego dziennika finansowego „Handelsblatt”[135]
- Tytuł Juniora Eksportu za wyniki sprzedaży autobusu Solaris Urbino 15 LE CNG od Krajowej Izby Gospodarczej wraz z redakcją Warsaw Business Journal[136]
- Polska Izba Motoryzacji przyznała Solange i Krzysztofowi Olszewskim tytuł „Menedżer Roku 2011” za rozwój „(…) najbardziej dynamicznego producenta autobusów w Polsce”[137]
- W rankingu organizowanym przez telewizję TVN CNBC oraz redakcję „Dziennika Gazety Prawnej” nagroda „Mentora Polskiego Biznesu” dla Krzysztofa Olszewskiego[138]
- Polsko-Niemiecka Nagroda Gospodarcza dla Solarisa w uznaniu za relacje biznesowe w Niemczech[139]
- Nagroda Gospodarcza Prezydenta RP w kategorii „Innowacje”[1]

2012
- Medal „Zasłużony dla Politechniki Poznańskiej” dla Solange Olszewskiej, za wieloletnią współpracę i wkład w rozwój poznańskiej uczelni technicznej. Odznaczenie przyznane przez Rektora Politechniki Poznańskiej[140]
- Tytuł „Damy Roku 2012” dla Solange Olszewskiej przez Stowarzyszenie Dress for Success Poland oraz redakcję magazynu Lady’s Club[141]
- Solaris Urbino 12 electric uznany za najlepszy produkt w kategorii autobusy przez jury Międzynarodowych Targów Miejskiego Transportu Zbiorowego Transexpo 2012 w Kielcach[142]
- Nagroda TOP Design dla Solarisa Tramino Poznań[43]

2013
- Solaris Urbino 12 electric z automatycznym systemem ładowania dachowego wyróżniony przez Naczelną Organizację Techniczną Złotym Laurem Innowacyjności[143]
- Medal Prezesa Stowarzyszenia Elektryków Polskich za szczególne osiągnięcia w obszarze elektryki, będące dziełem polskich inżynierów i techników dla Tramino Jena podczas Międzynarodowych Targów Kolejowych Trako w Gdańsku[144]
- Tramino Jena uhonorowane podczas Międzynarodowych Targów Kolejowych Trako w Gdańsku Nagrodą im. Prof. Jana Podoskiego przyznaną przez Izbę Gospodarczą Komnikacji Miejskiej[144]
- Krzyż Kawalerski Orderu Zasługi RP przyznany Solange i Krzysztofowi Olszewskim przez Prezydenta RP za wybitne zasługi dla rozwoju polsko-niemieckiej współpracy gospodarczej, działalność społeczną i charytatywną[145]

2014
- Tytuł „Ludzie Wolności” dla Solange i Krzysztofa Olszewskich w plebiscycie TVN[1]
- Nagroda „Najlepszy przewoźnik” podczas Kongresu Transportu Publicznego w Bydgoszczy[146]

2015
- Red Dot Design Award dla Solarisa Tramino dla Brunszwiku[1]
- iF Design Award dla Solarisa Urbino IV generacji[1]
- UITP Design Award dla Solarisa Urbino IV generacji[1]

2016
- Nagroda Bus Of The Year 2017 dla Solarisa Urbino 12 electric IV generacji[147]
- Solange i Krzysztof Olszewscy, założyciele oraz właściciele Solaris Bus & Coach S.A., zostali nagrodzeni w finale wyjątkowego plebiscytu „Ludzie Wolności”, organizowanego przez redakcję „Gazety Wyborczej” oraz telewizję TVN. O wygranej zdecydowały głosy SMS czytelników oraz telewidzów[148].
- Solaris Urbino 18 electric najlepszym autobusem roku w Hiszpanii wg czasopisma „Viajeros”[149]

2017
- EBUS Award dla Solarisa Urbino 12 electric IV generacji[150]
- Nowy Solaris Urbino 12 electric został nagrodzony przez czasopismo „Busplaner” tytułem Innowacja roku 2018. Wyróżnienie przyznano w kategorii „Transport Publiczny” za wkład w rozwój elektromobilności na rynku niemieckim[151]
- Tramwaj Solaris Tramino dla Lipska otrzymał na Międzynarodowych Targach Kolejowych Trako w Gdańsku nagrodę – im. inż. Ernesta Malinowskiego oraz wyróżnienie w konkursie o nagrodę im. prof. Jana Podoskiego[152]
- Nowy Solaris Urbino 12 electric otrzymał nagrodę przyznawaną przez Executive Club w kategorii Produkt Roku[153]

2018
- Tytuł „Ten, który zmienia polski przemysł” za kształtowanie najnowszych trendów w motoryzacji[154]
- Srebrny Listek CSR „Polityki” za odpowiedzialność społeczną przedsiębiorstwa[155]
- Nagroda „As Odpowiedzialnego Biznesu” przyznawana przez stowarzyszenie Centrum PISOP dla żłobka „Pod Zielonym Jamniczkiem”[156]
- Nagroda Global Market Champion of the Year 2018 przyznawana przez Emerging Europe[157]
- Medal Międzynarodowych Targów Transportu Zbiorowego „Transexpo” w kategorii „Autobusy” za facelifting rodziny autobusów Solaris Urbino[158]

2019
- Nagroda „Top Design Award” dla nowego Solarisa Urbino 12 LE lite hybrid[159]
- Nagroda w konkursie Zrównoważony Rozwój 2019 niemieckiego czasopisma „Busplaner” w kategorii „pojazd koncepcyjny” dla Solarisa Urbino 12 hydrogen[160]

2020
- Nagroda Top Design Award za projekt trolejbusu Solaris Trollino 24[161]
- Laureat Konkursu Smart City w kategorii „Inteligentne rozwiązania” za innowacyjne rozwiązania w zakresie e-mobility w kierunku transportu bezemisyjnego[162]

2021
- Nagroda w konkursie Zrównoważony Rozwój 2021 niemieckiego czasopisma „Busplaner” w kategorii „autobus elektryczny” dla Solarisa Urbino 15 LE electric[163]
- Nagroda „Sustainable Bus Award” dla Solarisa Urbino 15 LE electric[164].

2022
- „Innovation Award” czasopisma „Busplaner” w kategorii autobusów międzymiastowych dla Solarisa Urbino 9 LE electric[165]
- Srebrny Listek CSR „Polityki” za odpowiedzialność społeczną przedsiębiorstwa[166]

2023
- Srebrny Listek CSR „Polityki” za zrównoważony rozwój przedsiębiorstwa[167]